# Distretto di Bundi
Il distretto di Bundi è un distretto del Rajasthan, in India, di 961 269 abitanti. È situato nella divisione di Kota e il suo capoluogo è Bundi.